# Phare d'Indian Island
Le phare de Indian Island (en anglais : Indian Island Light) est un phare actif situé sur Indian Island, dans le Comté de Knox (État du Maine).
Il est inscrit au Registre national des lieux historiques depuis le 23 mars 1988.

## Histoire
Indian Island se situe du côté est de l’entrée du port de Rockport,sur la côte ouest de la baie de Penobscot.
La station de signalisation a été créée en 1850. Il s’agissait du principal système d’ aide à la navigation à l’entrée du port de Rockport, qui était alors un important centre de construction navale et de traitement de la chaux. La lumière était initialement montée au sommet de la maison du gardien avec une lentille de Fresnel de quatrième ordre installée en 1856. La lumière a été désactivée en 1859 mais remise en marche en 1861.
En 1874-1875, la tour actuelle a été construite avec une cabane à carburant ajoutée en 1904. La station se compose d'une tour, d'une maison de gardien et d'un hangar.
Désactivée en 1934, elle est maintenant une résidence privée.

## Description
Le phare est une tour quadrangulaire en brique, avec une galerie et une lanterne à six côtés de 9,5 m de haut, relié à une maison de gardien. La tour est peinte en blanc et la lanterne est noire.
Il a été remplacé par le Lowell Roch Light, un mât situé à l'extrémité du récif au sud de l'île
Identifiant : ARLHS : USA-400 ; USCG : 1-4280 - Amirauté : J0100.
|               |
| Indian Island |

|          |
| Le phare |

### Lien connexe
- Liste des phares du Maine